# Ластохвіст
Ластохвіст або морська змія (Hydrophis) — рід отруйних змій родини Аспідові. Має 10 видів. Раніше до цього роду відносили 36 видів, але згодом з нього видокремили види, які визначили як представників родів Leioselasma, Chitulia, Polyodontognathus.

## Етимологія
грец. ὕδωρ — «вода», грец. ὄφις — «змія».

## Опис
Загальна довжина представників цього роду коливається від 80 см до 1,2 м. Голова велика. Тулуб дуже товстий. Хвіст плаский, досить короткий, нагадує ласти. Забарвлення коричневе, чорне, буре, жовтувате з численними плямами різного розміру та форми.

## Спосіб життя
Полюбляють морські води, де проводять усе життя. Живляться рибою та молюсками.
Отрута досить небезпечна для людини.
Це живородні змії. Самки народжують до 7 дитинчат.

## Розповсюдження
Мешкають у водах східної частини Індійського океану та західних районах Тихого океану.

## Види[2]
- Hydrophis atriceps
- Hydrophis brooki
- Hydrophis fasciatus
- Hydrophis klossi
- Hydrophis macdowelli
- Hydrophis melanosoma
- Hydrophis obscurus
- Hydrophis pachycercos
- Hydrophis parviceps
- Hydrophis vorisi